# Podolí I
Pour les articles homonymes, voir Podolí.
Podolí I (jusqu'en 1923 : Podolí ; en allemand : Podol  I, précédemment : Podoly) est une commune du district de Písek, dans la région de Bohême-du-Sud, en République tchèque. Sa population s'élevait à 375 habitants en 2020.

## Géographie
Podolí I se trouve à 13 km au nord-est de Písek, à 45 km au nord-nord-ouest de České Budějovice et à 81 km au sud de Prague.
La commune est limitée par Jetětice au nord-ouest, par Křenovice au nord et à l'est, par Bernartice, Slabčice et Olešná au sud, et par la Vltava et la commune de Temešvár à l'ouest.

## Histoire
La première mention écrite du village date de 1368.

## Transports
Par la route, Podolí I se trouve à 22 km de Písek, à 53,5 km de České Budějovice et à 112 km de Prague.